# Rožaje (kommun)
Rožaje är en kommun i Montenegro. Den ligger i den östra delen av landet. Antalet invånare är 23 312. Arean är 432 kvadratkilometer.
Terrängen i Rožaje är kuperad åt nordväst, men åt sydost är den bergig.
Följande samhällen finns i Rožaje:
- Rožaje